# Viatcheslav Zoudov
Viatcheslav Dmitrievitch Zoudov (en russe : Вячеслав Дмитриевич Зудов ; ISO 9 : Vâčeslav Dmitrievič Zudov) est un cosmonaute soviétique né le 8 janvier 1942 à Bor (oblast de Gorki, RSFS de Russie, URSS) et mort le 12 juin 2024.

## Vol réalisé
Viatcheslav Zoudov, avec Valeri Rojdestvenski, réalise un unique vol à bord de Soyouz 23, du 14 octobre 1976 au 16 octobre 1976. Le vaisseau ne parvint pas à s'amarrer à Saliout 5.